# Zalié-Houan
Zalié-Houan est une localité de l'ouest de la Côte d'Ivoire et appartenant au département de Daloa, dans la Région du Haut-Sassandra. La localité de Zalié-Houan est un chef-lieu de commune.